# Givenich
Givenich (Giwenech en luxembourgeois) est une localité de la commune luxembourgeoise de Rosport-Mompach située dans le canton d'Echternach.
C’est là que se situe un centre pénitentiaire semi-ouvert.